# Fraikin (entreprise)
 (septembre 2015).
Si vous disposez d'ouvrages ou d'articles de référence ou si vous connaissez des sites web de qualité traitant du thème abordé ici, merci de compléter l'article en donnant les références utiles à sa vérifiabilité et en les liant à la section « Notes et références ».
Le Groupe Fraikin est un loueur de véhicules industriels, utilitaires et commerciaux. 

## Histoire
Gérard Fraikin fonde la société en 1944. L'entreprise s'implantant en 1978 au Royaume-Uni. En 1992 sont créées des filiales en Belgique et au Luxembourg. L'introduction en bourse arrive en 1995. Fraikin Espagne naît en 1997[réf. souhaitée].
En 1999, le groupe Fiat acquiert Fraikin. En 2003, Eurazeo entre dans le capital de Fraikin. La première titrisation arrive en 2004 pour un montant de 600 millions d'euros[réf. souhaitée]. En 2006, le groupe continue son développement européen avec son implantation en Pologne, Suisse et Slovaquie[réf. souhaitée].
En 2006, Eurazeo cède Fraikin à CVC Capital Partners pour 1,35 milliard d'euros.
L'entreprise s'étend en 2011 à la République tchèque, puis à la Hongrie en 2013. Des bureaux sont ouverts en Russie, en Allemagne, en Italie et aux Pays-Bas en 2015.
Début 2017, Petit Forestier annonce son intention d'acheter Fraikin mais renonce à la suite de l'avis défavorable de l'autorité française de la concurrence,,.
En avril 2018, Fraikin annonce la finalisation de l’acquisition de sa holding, FTI, par un consortium mené par Alcentra et Värde Partners, créanciers de la société.
À la suite de cette opération, le groupe est recapitalisé, et réduit sa dette d’environ 500 millions d’euros[réf. souhaitée].
En 2020, Fraikin rachète son concurrent Via Location. La fusion est effective depuis 2022,,.
En 2022, Fraikin dispose d'un parc de camions estimé à plus de 60 000 véhicules destinés à la location courte, moyenne et longue durée avec un chiffre d'affaires s'élevant à 965 millions d'euros. 